# Rīgas futbola klubs
Il Rīgas futbola klubs (in lettone Club calcistico di Riga), noto anche come Riga FK o RFK, è stata una società calcistica lettone con sede nella città di Riga. È stato il club lettone più titolato prima della seconda guerra mondiale, nonché la base per la Nazionale di calcio della Lettonia.

## Storia
L'idea di fondare il club venne nel 1922, quando si sentì la necessità di riunire in un'unica formazione i calciatori lettoni, così da battere il Kaiserwald Riga, formato per lo più da calciatori tedeschi.
Il fondatore e l'allenatore fu Juris Rēdlihs: nel 1923, la maggior parte dei migliori calciatori lettoni (Hermanis Saltups, Ašmanis, Roga, Bone, Sokolovs, Mārtiņš Zemītis, i fratelli Edvīns, Rūdolfs e Arvīds Bārda) passarono dal JKS all'Riga FK.
Alla sua stagione di esordio l'RFK finì secondo ad un punto dal Kaiserwald; l'anno seguente il nuovo allenatore fu Malošek, selezionatore austriaco che si occupava anche della nazionale. Ma fu decisivo per la vittoria dell'RFK la decisione di proibire lo schieramento di calciatori stranieri, cosa che portò il Kaiserwald Riga a ritirarsi dal torneo. Il Riga FK ebbe allora gioco facile a vincere la fase iniziale (riservata alle sole squadre di Riga) e battere in finale per 5-1 il Cēsis, vincitore del girone regionale. Il successo fu ripetuto nei due anni successivi.
Dal 1927 la partenza di diversi giocatori (tra cui Arvīds Jurgens, Voldemārs Plade, Česlavs Stančiks e Aleksandrs Ābrams) che passarono al Riga Vanderers e la crescita dell'Olimpija Liepāja relegarono l'RFK al secondo posto. L'Olimpija si confermò anche nelle stagioni successive.
In seguito l'RFK continuò a rimanere ad alti livelli, vincendo diversi campionati: nella sua peggiore stagione (1932) la squadra finì terza. L'RFK vinse il suo ultimo titolo nel 1940, pochi mesi prima dell'occupazione sovietica: dopo questo evento l'RFK fu sciolto e i suoi migliori giocatori finirono alla Dinamo Riga.
L'anno successivo, però, con l'arrivo dell'occupazione tedesca, i club lettoni appena sciolti furono ripristinati: l'RFK tornò a disputare i campionati dal 1942 al 1944, anche se con una formazione totalmente differente. Il club sparì definitivamente con l'arrivo dei sovietici nel 1945.
Nel 1992 ricomparve il Riga FK: infatti l'FK Auda cambiò denominazione per acquisire quella dello storico club; dopo due stagioni senza risultati significativi, però, il club tornò alla sua denominazione originale.

## Palmarès

### Competizioni nazionali
- Campionato lettone: 8

1924, 1925, 1926, 1930, 1931, 1934, 1935, 1939-1940
- Coppa di Lettonia: 2

1937, 1938

### Altri piazzamenti
- Campionato lettone:

Secondo posto: 1923, 1927, 1933
Terzo posto: 1932, 1936